# Rob Harmeling
Rob Harmeling est un coureur cycliste néerlandais, né le 4 décembre 1964 à Nijverdal.

## Biographie
En 1986, il gagne le titre de champion du monde 100 km par équipes, avec John Talen, Tom Cordes et Gerrit de Vries. Il devient professionnel en 1989 et le reste jusqu'en 1995. Lors du Tour de France 1992, il gagne la troisième étape entre Pau et Bordeaux.

## Palmarès et résultats

### Palmarès par année
- 1985
  - 2e de l'Étoile de Zwolle
- 1986
  -  Champion du monde du contre-la-montre par équipes (avec Tom Cordes, John Talen et Gerrit de Vries)
  - Classement général de la Flèche du Sud
  - Tour d'Overijssel
  - 3e du Hel van het Mergelland
  - 3e de l'Olympia's Tour
- 1987
  - 2e et 3eb étapes du Grand Prix François-Faber
- 1988
  - 7e étape de la Course de la Paix
  - 3e, 5e et 6e étapes du Tour de Grèce
- 1989
  - 3e du Duo normand (avec Paul Haghedooren)
  - 3e du Grand Prix de la Libération (avec Histor-Sigma)
- 1992
  - 3e étape du Tour de France
  - 3e et 4e étapes du Tour des Pays-Bas
  - 3e de Veenendaal-Veenendaal
- 1993
  - 3e du Grand Prix Raymond Impanis
- 1994
  - 3ea étape du Tour de Luxembourg
- 1996
  - 2e du Ronde van Zuid-Holland

### Résultats sur les grands tours

#### Tour de France
3 participations
- 1991 : 158e et lanterne rouge
- 1992 : abandon (16e étape), vainqueur de la 3e étape
- 1994 : exclu pour s'être accroché à une voiture de son équipe (14e étape)

#### Tour d'Italie
1 participation
- 1991 : 113e

#### Tour d'Espagne
3 participations
- 1989 : 139e
- 1992 : 109e
- 1994 : abandon